# Condado de Benewah
El condado de Benewah (en inglés: Benewah County) fundado en 1915 es un condado en el estado estadounidense de Idaho. En el 2000 el condado tenía una población de 9171 habitantes en una densidad poblacional de 4.6 personas por km². La sede del condado es St. Maries.

## Geografía
Según la Oficina del Censo, el condado tiene un área total de 2031 km² (784,2 mi²), de la cual 2010 km² (776,1 mi²) es tierra y 21 km² (8,1 mi²) (1.01%) es agua.

### Condados adyacentes
- Condado de Kootenai - norte
- Condado de Shoshone - este
- Condado de Latah - sur
- Condado de Whitman - suroeste
- Condado de Spokane - noroeste

### Carreteras
- - US 95
- - SH-3
- - SH-5
- - SH-6
- - SH-58
- - SH-60

## Demografía
En el 2000 la renta per cápita promedia del condado era de $31 517, y el ingreso promedio para una familia era de $36 000. En 2000 los hombres tenían un ingreso per cápita de $35 097 versus $20 288 para las mujeres. El ingreso per cápita para el condado era de $15 285. Alrededor del 14.10% de la población estaba bajo el umbral de pobreza nacional.

## Ciudades y pueblos
- Parkline
- Plummer
- St. Maries
- Tensed

### Comunidades no incorporadas
- DeSmet
- Emida
- Fernwood
- Renfrew
- Santa

### Parques
- McCroskey State Park